# Hrochův Hrádek
Die Ruine Hrochův Hrádek  befindet sich östlich des Dorfes Dobrá Voda auf dem Gebiet der Stadt Březnice im Okres Příbram, Tschechien.

## Geographie
Hrochův Hrádek liegt im Mittelböhmischen Hügelland am linken Ufer der Vlčava auf einem steil abfallenden Plateau unmittelbar an der Bahnstrecke Protivín–Zdice.

## Geschichte
Über die Entstehung der Feste Hrádek sowie deren Besitzer ist wenig bekannt. Wahrscheinlich wurde sie im 10. Jahrhundert als eine kleine, durch Wallanlagen geschützte Wachtburg der frühmittelalterlichen Burg Bozeň angelegt und diente dem Schutz des entlang der Vlčava führenden Zweiges des Goldenen Steiges zwischen Mirovice und Březnice. 
Im 13. Jahrhundert soll die Feste Sitz des Vladikem Hroch gewesen sein, nach dem sie als Hrochův Hrádek benannt wurde. Dieser war wahrscheinlich auch der Erbauer der mächtigen Feste mit einem mindestens dreigeschossigen Wohnturm. 
In der Mitte des 15. Jahrhunderts gehörte das Gut Hrochův Hrádek Bohuslav von Němčice. Dieser verkaufte es an den in Diensten der Rosenberger stehenden Jošt von Pruk, der 1477 Burghauptmann von Wittingau und zwischen 1491 und 1499 Burghauptmann von Klingenberg war.
Erstmals schriftlich erwähnt wurde die Feste im Jahre 1543 im Zuge ihres Verkaufs durch Zdeslav Ojíř von Očedělice an Wenzel Bechinie von Lazan. Dessen vier Söhne teilten 1579 das väterliche Erbe, wobei die Feste Hrochův Hrádek mit dem Hof und dem zugehörigen Dorf Nestrašovice Georg Bechinie von Lazan († 1582) zufiel. Als Georgs Sohn Wenzel 1584 das Dorf Nestrašovice an Přibík Bukovanský von Bukovany verkaufte, wurde als Zubehör das wüste Schloss Hrochův Hrádek aufgeführt. 
Für den Bau der Bahnstrecke Protivín–Zdice wurde 1875 der südliche Teil des Burghügels mit den darauf befindlichen Ruinen der Wohngebäude abgetragen.

## Anlage
Erhalten ist von der mächtigen Feste nur noch die Nordwand des einst dreigeschossigen Palas bis in Höhe des ersten Geschosses. 
Die frühmittelalterliche Anlage befand sich im westlichen Teil der im 13. Jahrhundert errichteten Wohnburg. Am Burghügel sind noch deutlich die Reste der alten Wallanlagen erkennbar. Die Ruine gehört zu den Kulturdenkmalen des Okres Příbram.